# Alexander Manson (aviron)
Pour les articles homonymes, voir Alexander Manson et Manson.
Alexander Manson, né le 20 mai 1953 à Vancouver, est un rameur d'aviron canadien.
Il participe à la compétition à huit lors des Jeux olympiques d'été de 1976 de Montréal.